# تیم آکروجت عقاب‌های سیاه

پنجاه و سومین گروه نمایش هوایی (The 53rd Air Demonstration Group)، با نام مستعار عقاب‌های سیاه، یک تیم آکروجت متعلق به نیروی هوایی جمهوری کره (ROKAF) مستقر در وونجو، استان گانگوون است.

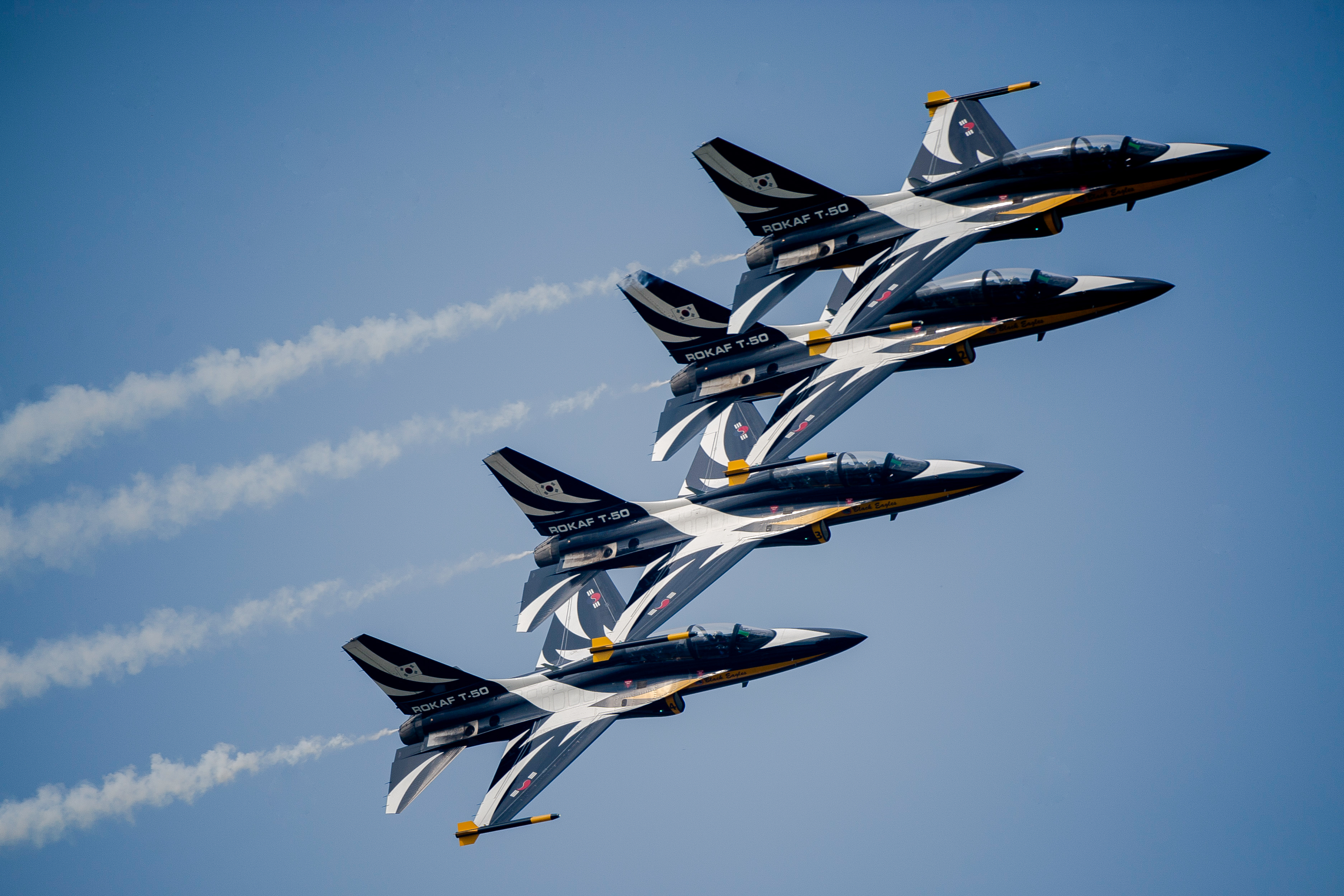
اجرای عقاب‌های سیاه در روز ایر پاور ۲۰۱۶ بر فراز پایگاه هوایی اوسان.

## لینک های خارجی
- Black Eagles official site (korean)